# Магнитостатика
Магнитостатиката е раздел от класическата електродинамика, който изследва взаимодействието на постоянните токове чрез постоянното магнитно поле, създадено от тях, и методите за изчисляване на магнитното поле в този случай. Това е магнитният аналог на електростатиката, където зарядите са стационарни. Магнетизацията не е нужно да е статична. Уравненията на магнитостатиката могат да се използват за предсказване на бързи събития на обръщане на магнетизацията, които възникват във времеви мащаб от наносекунди или по-кратко. Магнитостатиката служи като добро приближение дори, когато токовете не са постоянни, стига да не се променят бързо. Магнитостатиката се използва широко в практиката на микромагнетизма, например при моделите на магнитозаписващи устройства. Магнитостатично фокусиране може да бъде постигнато чрез постоянен магнит или чрез подаването на електрически ток през намотка, чиято ос съвпада с оста на излъчване.

## Приложение

### Магнитостатиката като частен случай на уравненията на Максуел
Започвайки от уравненията на Максуел и считайки зарядите за фиксирани или плавно движещи се под формата на ток {\displaystyle \scriptstyle \mathbf {J} }, уравненията се разделят на две за електричното поле и две за магнитно поле. Полетата са независими от времето и едно от друго. Магнитостатичните уравнения в диференциална и интегрална форма са показани в таблицата долу.
| Име                         | Форма                                                              | Форма                                                                                   |
| Име                         | Частно диференциално уравнение                                     | Интеграл                                                                                |
| --------------------------- | ------------------------------------------------------------------ | --------------------------------------------------------------------------------------- |
| Закон на Гаус за магнетизма | {\displaystyle \mathbf {\nabla } \cdot \mathbf {B} =0}             | {\displaystyle \oint _{S}\mathbf {B} \cdot \mathrm {d} \mathbf {S} =0}                  |
| Закон на Ампер              | {\displaystyle \mathbf {\nabla } \times \mathbf {H} =\mathbf {J} } | {\displaystyle \oint _{C}\mathbf {H} \cdot \mathrm {d} \mathbf {l} =I_{\mathrm {enc} }} |

Там където ∇ с точка обозначава дивергенция, а B е плътността на магнитния поток, първият интеграл е по площ {\displaystyle \scriptstyle S} с ориентиран повърхностен елемент {\displaystyle \scriptstyle d\mathbf {S} }. Там където ∇ с кръстче обозначава ротор, а J е плътността на тока и H е интензитета на магнитното поле, вторият интеграл е линеен по затворен контур {\displaystyle \scriptstyle C} с линеен елемент {\displaystyle \scriptstyle \mathbf {l} }. Токът, преминаващ през контура, е {\displaystyle \scriptstyle I_{\text{enc}}}.
Качеството на това приближение може да се познае чрез сравняване на горните уравнения с пълната формулировка на уравненията на Максуел и вземайки предвид важността на членовете, които са били премахнети. От особено значение е сравнението на члена {\displaystyle \scriptstyle \mathbf {J} } с {\displaystyle \scriptstyle \partial \mathbf {D} /\partial t}. Ако {\displaystyle \scriptstyle \mathbf {J} } е значително по-голям, тогава по-малкият член може да бъде игнориран без особено загуба на точност.

### Използване на закона на Фарадей
Широко използвана техника е да се решават на ред магнитостатични задачи на нарастващи времеви стъпки и след това да се използват тези решения за апроксимация на члена {\displaystyle \scriptstyle \partial \mathbf {B} /\partial t}. Включвайки този резултат в закона на Фарадей дава стойност на {\displaystyle \scriptstyle \mathbf {E} } (който преди това не се взема предвид). Този метод не е истинско решение на уравненията на Максуел, но може да предостави добро приближение за бавно променящи се полета.

## Решаване на магнитното поле